# Dzikie Kury
Dzikie Kury (niem. Die Wilden Huhner) – cykl powieści dla nastolatków autorstwa Cornelii Funke, wydany w Niemczech latach 1993-2003. W Polsce książki ukazały się w latach 2006-2007 nakładem wydawnictwa Egmont.
Książki z serii:
- Dzikie Kury (Die Wilden Hühner, 1993), wyd. pol. 2006, ISBN 978-83-237-8951-2.
- Dzikie Kury na wycieczce (Die Wilden Hühner auf Klassenfahrt, 1995), wyd. pol. 2006, ISBN 978-83-237-8959-8.
- Lisi alarm (Die Wilden Hühner, Fuchsalarm, 1998), wyd. pol. 2006, ISBN 978-83-237-8967-3.
- Raj na Ziemi (Die Wilden Hühner und das Glück der Erde, 2000), wyd.pol. 2007, ISBN 978-83-237-8469-2.
- Niech żyje miłość (Die Wilden Hühner und die Liebe, 2003), wyd. pol. 2007, ISBN 978-83-237-8470-8.